# Modèle-jouet
En modélisation, un modèle-jouet (en anglais toy model) est une représentation simplifiée d'un modèle ou une modélisation simplifiée d'un phénomène, introduite pour comprendre plus facilement un mécanisme ou une théorie ou bien afin de modéliser plus simplement un phénomène complexe,.
- Un modèle-jouet mathématique est souvent réalisé en réduisant le nombre de dimensions, en réduisant le nombre de variables ou de champs, ou en les limitant à une forme symétrique particulière.
- Un modèle-jouet physique se caractérise par un exemple quotidien ou un mécanisme analogue qui est souvent utilisé pour illustrer un effet dans le but de le rendre plus facile à visualiser.

Quelques exemples de modèles-jouets physiques peuvent être : la mécanique orbitale décrite par deux sphères tournoyantes attachées par un élastique ; le rayonnement de Hawking autour d'un trou noir décrit par un rayonnement conventionnel d'un membrane fictive dont le rayon vaut r=2M ; ...
En physique statistique, il existe un grand nombre de modèles-jouet : le modèle de Debye et le modèle d'Einstein, qui sont des simplifications du comportement des atomes au sein d'un cristal afin de modéliser les propriétés physiques d'un cristal solide, le modèle d'Ising, qui modélise le magnétisme dans la matière, le modèle à six sommets qui est une représentation de glace solide.
Malgré leur présence importante dans de nombreuses disciplines scientifiques, ils sont peu étudiés par la philosophie des sciences.